# 绝地风暴
《绝地风暴》（或称「Krush, Kill 'n' Destroy」）是绝地风暴系列即时战略游戏三部曲中的第一部，于1997年3月5日在美国和澳大利亚发行，并于1997年3月21日在欧洲发行。开发商是来自澳大利亚墨尔本的Beam Software。

## 游戏玩法
《绝地风暴》的故事背景设定在后启示录时代。在核战争浩劫之后，躲藏在地下的人类（“幸存者”）在辐射消退后重返地面，却发现地面已经被突变人（“进化者”）控制，这些突变人从辐射中幸存下来但产生了变异。于是，两个阵营展开了对仅存的自然资源的控制权的争夺。
单人战役会从玩家选择的两个阵营之一的视角展现2140年的未来战争。每个阵营的战役都包含 15 个关卡。游戏还有多人游戏模式，最多允许 6 人通过局域网或调制解调器/串行连接进行游戏。

## 发行

### 启动
Beam Software称，人们对这款游戏的期待很高。1996年12月发布的演示版在国际软件下载排行榜上排名第三。 游戏于1997年3月5日在美国和澳大利亚发行，后于1997年3月21日在欧洲发行。

### 销售量
Beam Software称，该游戏在1996年的出货量超过200,000份，远远超出预期。 该游戏在国际市场上取得了巨大成功，在法语、德语、西班牙语和普通话的国家/地区都进行了本地化，并通过艺电公司授权给多家国际发行商。 Beam Software称，该游戏是 1997 年 3 月 21 日当周Media Markt德国零售销售排行榜上的最畅销游戏。另据报道，该游戏是 1997 年 7 月韩国第三大畅销电脑游戏。

## 反响

### 当时评论
游戏发布后的评论普遍正面。《PC PowerPlay》的 David King 高度表扬了游戏中“多样的策略、疯狂的动作、华丽的视觉效果和便捷的 AI”。《Edge》杂志表示这款游戏“凭借微妙的幽默感和出色的单人游戏，以及编写出色的AI程序，成为了一个经典”，其中的单位是“世界上最好的一些单位”。流派”。《PC Zone》的安迪·米切尔（Andy Mitchell）赞扬了游戏“制作精良”，关卡“设计精心”，游戏玩法也更具挑战性。
另外一些评论则没那么正面，许多人将其与同期发布的《命令与征服》进行了比较。 《计算机与视频游戏》杂志的史蒂夫·基 (Steve Key) 将该游戏斥为“公然抄袭《命令与征服》”，游戏机制一模一样，毫无变化。 GameSpot的 Kraig Kujawa 还指出，这款游戏与其竞争对手一样，遵循着“同样老套的故事”，并且“稍作打磨就可以获益”。PC Zone的安迪·米切尔（Andy Mitchell）虽然给予了正面评价，但也指出该游戏“方方面面比照《命令与征服》”所以“基本游戏结构几乎相同”。

### 后续评论
对游戏的后续评论意见各不相同。The Creative Assembly的蒂姆·安塞尔（Tim Ansell）表示这款游戏“绝对是垃圾”，是《命令与征服》的低质量克隆版的又一个实例，但其表现却优于市场上的其他游戏。这刺激了Ansell进入即时战略领域并开发了《幕府将军：全面战争》 。不过 Kotaku Australia的 Alex Walker 称赞这款游戏是“来自澳大利亚的最佳策略游戏之一”，“甚至可能比《命令与征服：红色警戒》还好一点儿”，还特别强调了游戏的幽默感、用户界面和任务设计。

## 评论
- 法国游戏杂志《背刺》#6[11]

## 续集

### 绝地风暴：终极
《绝地风暴：终极》是本游戏的修订版本（或称资料片），于 1997 年 10 月 14 日发布 。它包括二十个关卡的新内容，以及一个新的“冲突模式”（“KAOS”）。该模式允许玩家在自定义地图上与电脑对战。该资料片还带来了技术上的提升，包括改进的用户界面、扩展的网络支持和人工智能的调整。 GameSpot的 Kraig Kujawa 在评论中指出，虽然它“修复了原作的一些缺点，不幸的是，仅仅是对一款已经快速老化的游戏而进行的一场廉价的改头换面罢了”。

### 绝地风暴2：交火
续集《绝地风暴2：交火》于 1998 年发行

## 开源重制
一项粉丝项目旨在使原版与现代系统兼容，同时通过使用OpenRA引擎改进在线功能、修改功能、支持更多的分辨率和操作系统。该项目已经在GitHub上公开，需要原始游戏资源（可以在GOG等在线商店购买）。